# Лондонская международная биржа финансовых фьючерсов и опционов
Лондонская международная биржа финансовых фьючерсов и опционов (англ. London International Financial Futures and Options Exchange — LIFFE) — фьючерсная биржа, основанная в 1982 году. Является важнейшим лондонским рынком фьючерсов и опционов на акции.
Операции с широким ассортиментом деривативов на акции проводятся на LIFFE лишь с недавнего времени. До апреля 1992 г. торги по этим продуктам проводились в операционном зале Лондонской фондовой биржи на Лондонском рынке свободнообращающихся опционов (LTOM). В 1992 году LIFFE объединилась с LTOM, и теперь все торги проводятся в операционном зале в Кэннон Бридж. 
Членами LIFFE являются большое число банков и фирм, специализирующихся на торговле ценными бумагами. Большинство членов LIFFE торгуют продуктами, связанными с кредитными инструментами и облигациями. Некоторые члены биржи удостоены права торговли деривативами на акции.
В январе 2002 года вошла в состав Euronext (по сути Euronext поглотила LIFFE) и стала известна как Euronext.liffe. 
В апреле 2007 Euronext объединилась с Нью-Йоркской фондовой биржей. В результате этого слияния, состоявшегося 4 апреля 2007 года, была образована компания NYSE Euronext.
В ноябре 2013 года IntercontinentalExchange получила разрешение от регулирующих органов на приобретение NYSE Euronext, договоренность о сделке была достигнута годом ранее.
В 2014 IntercontinentalExchange выделила в отдельную компанию Euronext (без LIFFE) и в июне провела её IPO, продав 60 % акций. LIFFE является одной из бирж, контролируемых IntercontinentalExchange.